# IPhone 5c
Das iPhone 5c (Eigenschreibweise mit 🄲 oder Kapitälchen) ist ein Smartphone der iPhone-Reihe des US-amerikanischen Unternehmens Apple. Es wurde 2013 gleichzeitig mit dem iPhone 5s eingeführt. Die Hardware wurde größtenteils vom iPhone 5 aus dem vorherigen Jahr übernommen. Das Gerät beruht funktional auf dem Apple-iOS-Betriebssystem und kann vom Benutzer hauptsächlich durch Fingerberührungen am Multi-Touch-Bildschirm bedient werden. Die Betriebssystemversion bei der Einführung war 7.0, die letzte Version ist 10.3.3 (das Update auf 10.3.4 sei nicht notwendig, da das GPS-Problem beim 5c nicht auftrete). Es wurde in fünf Farben mit 8, 16 oder 32 GB Flash-Speicher ab dem 20. September 2013, zeitgleich mit dem iPhone 5s in Deutschland angeboten (8-GB-Version in Deutschland seit dem 17. März 2014), ab dem 25. Oktober 2013 war das iPhone 5c auch in der Schweiz und Österreich erhältlich.

## Geschichte
Das Gerät und alle wesentlichen technischen Details wurden vom Hersteller erstmals am 10. September 2013 im Rahmen eines Apple Special Events in Cupertino vorgestellt, nur wenige Tage vor dem geplanten Verkaufsstart am 20. September. In diesem Rahmen wurde auch das iPhone 5s erstmals gezeigt. Die Produktpräsentation wurde vom Apple-Manager Phil Schiller geleitet und führte weltweit zu einem umfangreichen Presseecho.
Das iPhone 5c konnte beim Hersteller eine Woche vor dem Verkaufsstart vorbestellt werden. Der genaue Ursprung der Modellbezeichnung „5c“ ist nicht bekannt. Eine mögliche Bedeutung könnte aufgrund der verschiedenen Farbvarianten des iPhone 5c „color“ sein, welches im amerikanischen Englisch Farbe bedeutet.
Apple-CEO Tim Cook gestand zu, dass die Nachfrage „anders sei als wir dachten“. Man habe mit größeren Verkaufszahlen gerechnet.
Am 18. März 2014 stellte Apple eine kleinere 8-GB-Variante des iPhone 5c für Deutschland, Frankreich, Großbritannien, Australien und China vor. Apple erhoffte sich davon höhere Absatzzahlen im Mittelklasse-Smartphonepreissegment. Außerdem sollte es als LTE-Telefon eine Alternative zum iPhone 4s darstellen, welches kein LTE besitzt.

## Design
Das iPhone 5c ist vom Design an das Betriebssystem iOS 7 angelehnt. Das glatte Polycarbonatgehäuse, dessen Seiten zur Rückseite hin abgerundet sind, wird in den fünf Farben Blau, Gelb, Pink, Grün und Weiß angeboten. Die Frontseite ist bei allen Farbvarianten schwarz. Das Konzept der Plastikrückschale verwendete Apple bereits 2008 und 2009 bei den Vorgängern iPhone 3G und 3GS.
Zusammen mit dem iPhone 5c wurde eine Schutzhülle vorgestellt, die aus Gummi besteht und 5×7 (35) Löcher auf der Rückseite besitzt. Die Schutzhüllen sind in sechs Farben erhältlich, sodass insgesamt 30 Farbkombinationen von iPhone und Schutzhülle möglich sind.
Das Gerät ist etwas dicker als das Vorgängermodell iPhone 5 und wiegt auch etwas mehr.
An der oberen Schmalseite rechts findet sich der Ein-/Aus-/Standby-Knopf, an der linken Seite von oben beginnend Stummschalter, Lauter- und Leiser-Tasten. An der unteren Schmalseite von links befinden sich Kopfhörer-Buchse, Mikrofon, die Lightning-Schnittstelle und der Lautsprecher. Auf der gläsernen Vorderseite findet sich oben die Frontkamera, darunter der Gesprächslautsprecher und links davon der Umgebungslichtsensor. Einen Großteil nimmt der Multi-Touch-Screen ein, darunter ist die eingebuchtete Home-Taste. Die Home-Taste hat keinen Fingerabdruckscanner wie beim iPhone 5s, aber ist rund nach innen gewölbt, und hat ein Quadrat mit abgerundeten Ecken darauf abgebildet. Auf der Rückseite sind links oben die 8-Megapixel-Kamera, rechts daneben ein weiteres Mikrofon und das Blitzlicht.

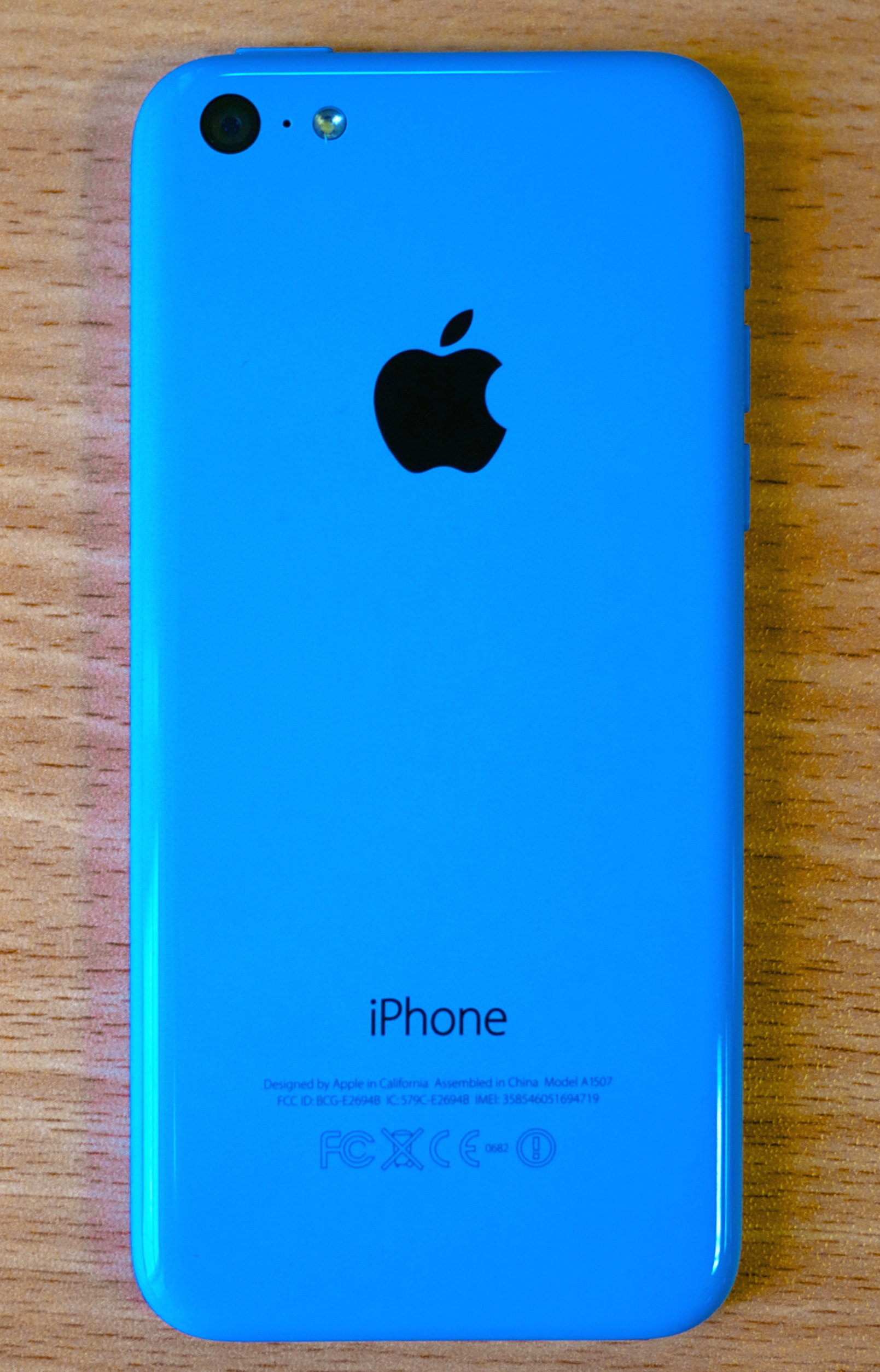
Rückseite des blauen iPhone 5c
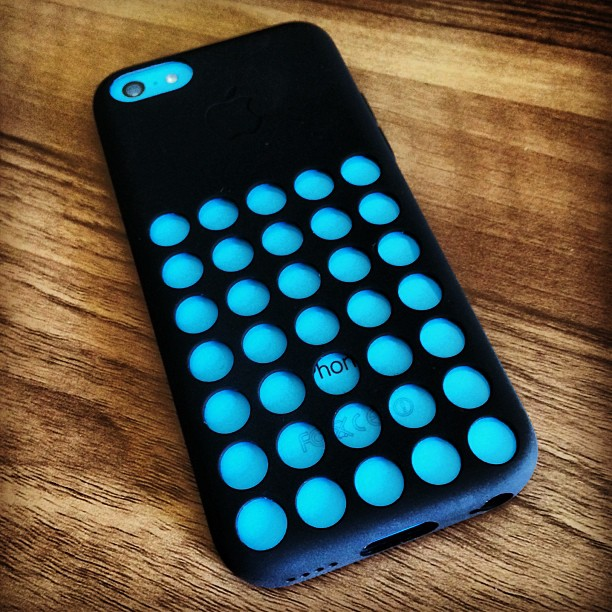
Blaues iPhone 5c mit schwarzer Schutzhülle
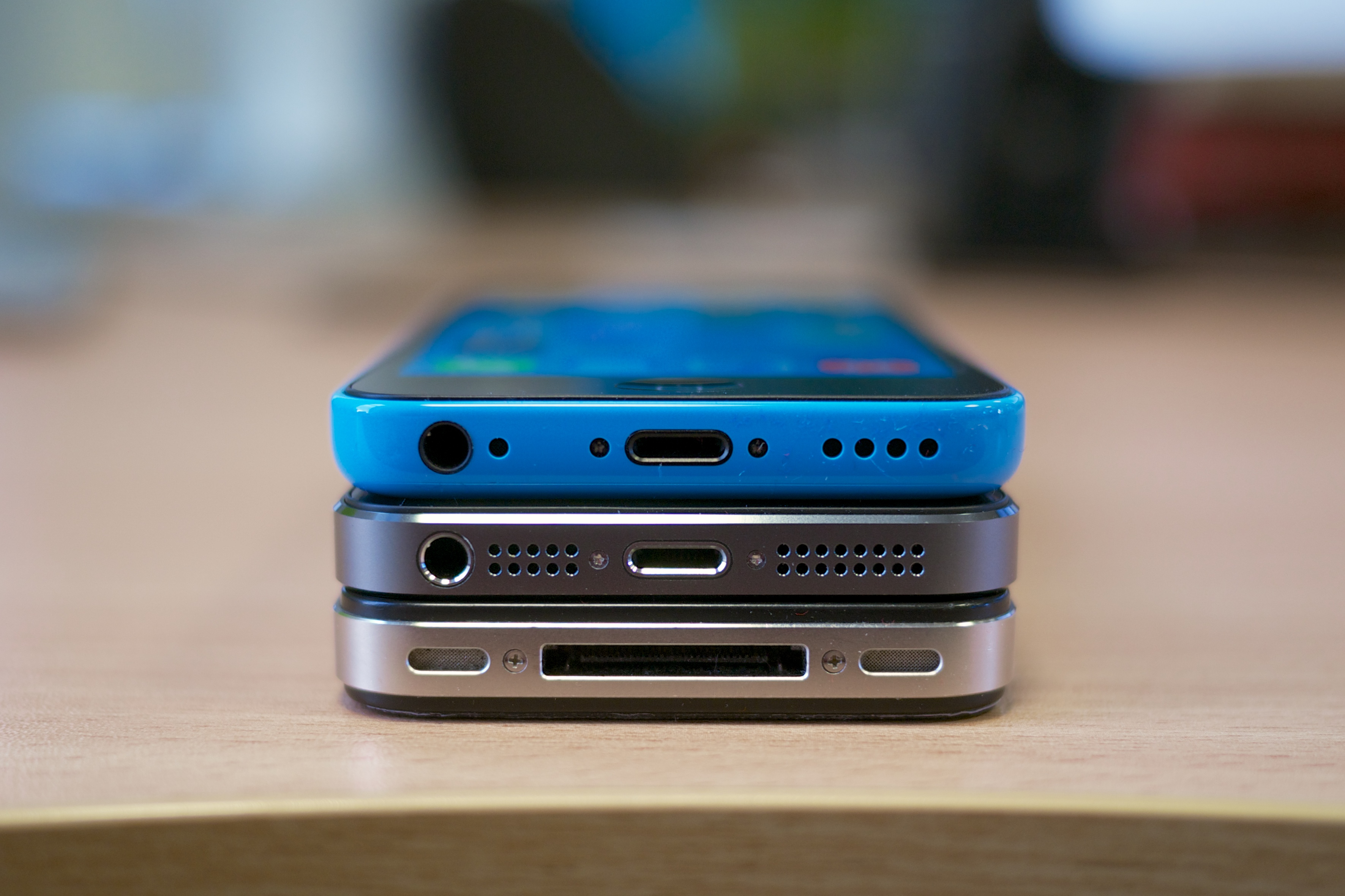
Vergleich der Gehäusetiefe mit dem iPhone 5s (mittig) und iPhone 4s (unten)
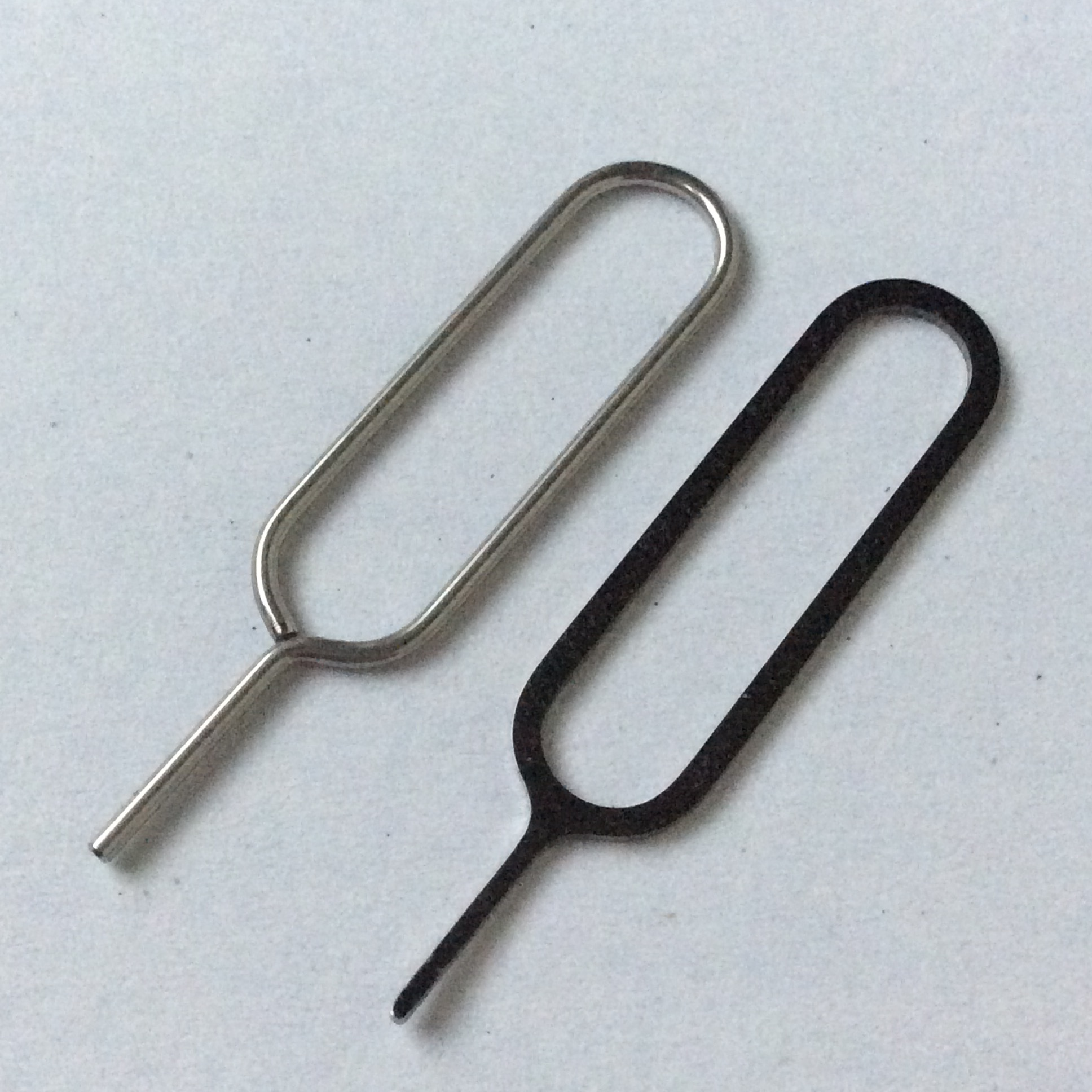
Die neue SIM-Karten-Nadel aus Liquidmetal (links) verglichen mit der bisherigen (rechts)

## Technik
Das Gerät ist seit Marktstart mit 16 oder 32 GB Flash-Speicher erhältlich, ab dem 18. März 2014 startete der Verkauf einer 8-GB-Variante in Deutschland. Der Touchscreen (Herstellerbezeichnung Retina-Display), besitzt eine Auflösung von 1136 × 640 Pixel bei einer Diagonale von 101,6 mm (4 Zoll) im 16:9-Format. Dies entspricht einer Pixeldichte von 326 Pixel pro Zoll (ppi). Die Oberfläche des Bildschirms besteht aus widerstandsfähigem Spezialglas.
Das Gerät verfügt über den hauseigenen Apple A6-SoC als Prozessoreinheit für Benutzeranwendungen. Auch der Funktionsumfang und die anderen technischen Spezifikationen sind identisch mit den Spezifikationen vom iPhone 5, jedoch ist der mit 1510 mAh Akku um 70 mAh größer als der Akku vom iPhone 5. Außerdem wurde das iPhone 5c viel später, zeitgleich mit dem 5s, veröffentlicht.
Die rückwärtig belichtete Kamera (Rückkamera, Herstellerbezeichnung Apple iSight) nimmt Fotos mit acht Megapixeln und Videos in Full-HD auf. Anders als beim iPhone 5s sind keine Zeitlupenaufnahmen möglich. Die Frontvideokamera mit dem sogenannten FaceTime-Videosystem verfügt über 1,2 Megapixel Auflösung und kann Videoaufnahmen mit einer Auflösung von 720p (1280 × 720 Pixel) aufzeichnen.
Das Gerät unterstützt unter anderem die LTE-Netze der Netzbetreiber Deutsche Telekom, Vodafone, E-Plus und O2.
Wie das iPhone 5 unterstützt das iPhone 5c nunmehr Nano-SIM-Karten.
Der verbaute Lithium-Ionen-Akku (3,8 V, 5,73 Wh (1510 mAh)) verspricht laut Hersteller eine Sprechzeit von bis zu 10 Stunden mit 3G-Netz und bis zu 250 Stunden Bereitschaftsbetrieb.

## Streit um die Entschlüsselung
Die Datensicherheit des iPhone 5c wurde nach dem Dezember 2015 zu einem größeren Politikum. Bei dem islamistisch motivierten Terroranschlag in San Bernardino am 2. Dezember 2015 kamen beide Attentäter ums Leben. Einer der Attentäter, Syed Rizwan Farook hinterließ ein iPhone 5c, das jedoch durch einen PIN-Code aus 4 Ziffern gesperrt war. Nach 10 fehlerhaften PIN-Eingaben wird der Zugang zu den Daten endgültig gelöscht. Das Federal Bureau of Investigation (FBI) forderte daraufhin das Unternehmen Apple auf, dem FBI die notwendigen Information zur Umgehung der PIN-Sperre zu liefern. Apple weigerte sich unter Berufung auf die Verpflichtung zum Schutz der Daten seiner Kunden, dem FBI die Informationen zur Verfügung zu stellen und wurde in dieser Haltung von anderen großen IT-Firmen wie Microsoft, Facebook, Yahoo!, Twitter, und LinkedIn unterstützt. Am 16. Februar 2016 erwirkte das FBI bei einem Bundesrichter eine Anordnung, nach der Apple angewiesen wurde, dem FBI bei der Umgehung der PIN-Sperre zu helfen. Apple weigerte sich jedoch weiterhin, dem FBI in dieser Weise zu assistieren. Am 29. März 2016 erklärte das FBI, dass seine Softwarespezialisten einen Weg gefunden hätten, die PIN-Sperre zu umgehen, ohne dafür Apples Hilfe zu benötigen.

## Verfügbarkeit
Zu Beginn der Vorbestellungen am 20. September 2013 war das iPhone 5c mit 16 oder 32 GB zu Preisen von 599 € oder 699 € erhältlich.
Am 17. März 2014 wurde eine 8 GB-Variante mit einem niedrigeren Preis von 549 € veröffentlicht.
Mit der Veröffentlichung des iPhone 6 am 9. September 2014 wurde der Preis der 8 GB-Version auf 399 € reduziert. Die größeren Speichervarianten wurden eingestellt.
Nach der Vorstellung des iPhone 6s am 9. September 2015 wurde der Verkauf des iPhone 5c eingestellt.
| Speicher | 20. September 2013 | 17. März 2014 | 9. September 2014 |
| -------- | ------------------ | ------------- | ----------------- |
| 8 GB     | —                  | 549 € (696 €) | 399 € (506 €)     |
| 16 GB    | 599 € (768 €)      | 599 € (768 €) | —                 |
| 32 GB    | 699 € (896 €)      | 699 € (896 €) | —                 |